# Oded Fehr
Oded Fehr (en idioma hebreo עודד פהר) (Tel Aviv, 23 de noviembre de 1970) es un actor israelí. Es mundialmente conocido por interpretar a Ardeth Bay en las películas The Mummy y The Mummy Returns, y por interpretar al mercenario Carlos Oliveira en las películas Resident Evil: Apocalypse, Resident Evil: Extinction y Resident Evil: Retribution. Participó también en algunos capítulos en la serie estadounidense Charmed, interpretando a un demonio llamado «Zankou».

## Vida personal
Fehr está casado con la actriz israelí Rhonda Tollefson, a quien conoció en Los Ángeles; se casaron el 22 de diciembre de 2000. 
La pareja tiene tres hijos. Fehr habla hebreo, inglés y alemán.

## Filmografía

### Películas
| Año  | Título                           | Personaje             |
| ---- | -------------------------------- | --------------------- |
| 2021 | Lair                             | Ben Dollarhyde        |
| 2021 | Red Prophecies                   | Felix                 |
| 2020 | A Score in the Vinyl             | Amir Nasar            |
| 2017 | Sara's Cell                      | Joshua                |
| 2012 | For the Love of Money            | Levi                  |
| 2012 | Inescapable (Rescate en Damasco) | Sayid                 |
| 2012 | Resident Evil 5: La Venganza     | Todd / Carlos Olivera |
| 2010 | El coche fantasma                | Ray                   |
| 2009 | Drool                            | Cheb Fleece           |
| 2008 | The Betrayed                     | Voice / Alek          |
| 2007 | Resident Evil: Extinction        | Carlos Olivera        |
| 2005 | En busca de un sueño             | Prince Sadir          |
| 2005 | Deuce Bigalow: Gigoló europeo    | Antoine Laconte       |
| 2004 | Resident Evil: Apocalypse        | Carlos Olivera        |
| 2001 | The Mummy Returns                | Ardeth Bay            |
| 2001 | Texas Rangers                    | Anton Marsale         |
| 1999 | Deuce Bigalow: Male Gigolo       | Antoine Laconte       |
| 1999 | La momia                         | Ardeth Bay            |

### Series de televisión
| Año       | Título                            | Personaje                            | Notas                                |
| --------- | --------------------------------- | ------------------------------------ | ------------------------------------ |
| 2020-2022 | Star Trek: Discovery              | Almirante Charles Vance              | 17 episodios                         |
| 2019      | Young Justice: Outsiders          | Ra's al Ghul                         | 7 episodios                          |
| 2019      | Younger                           | Rafa                                 | Episodio: "Millenian's Top Model"    |
| 2019-2022 | Blood & Treasure                  | Karim Farrouk                        | 8 episodios                          |
| 2018      | The Blacklist                     | Agente Levi Shur                     | 4 episodios                          |
| 2018      | The First                         | Eitan Hafri                          | 8 episodios                          |
| 2017      | How to Get Away with Murder       | Anderson Chase                       | Episodio: "Nobody Roots for Goliath" |
| 2017      | 24: Legacy                        | Asim Naseri                          | 5 episodios                          |
| 2012-2017 | Ultimate Spider-Man               | N'Kantu la Momia Viviente            | 2 episodios                          |
| 2016      | Once Upon a Time                  | Jafar                                | 3 episodios                          |
| 2015-2016 | Stitchers                         | Leslie Turner                        | 7 episodios                          |
| 2015      | Quantico                          | Griffin Wells                        | Episodio: "Guilty"                   |
| 2015      | Batman Unlimited                  | Mr. Freeze                           | Episodio: "Iced Out"                 |
| 2014      | Hulk and the Agents of S.M.A.S.H. | La Momia Viviente                    | 2 episodios                          |
| 2013-2017 | Covert Affairs                    | Eyal Lavine                          | 12                                   |
| 2013      | NCIS                              | Ilan Bodnar / Subdirector del Mossad | 4 episodios                          |
| 2012-2013 | Kaijudo: Rise of the Duel Masters | Choten / Secuaz de Choten            | 33 episodios                         |
| 2012      | Jane by Design                    | Beau Bronn                           | 3 episodios                          |
| 2011      | V                                 | Eli Cohn / Eli Cohen                 | 3 episodios                          |
| 2009-2011 | Batman: The Brave and the Bold    | Equinox                              | 4 episodios                          |
| 2010      | Law & Order: LA                   | Nick Manto                           | Episodio: "Hollywood"                |
| 2010      | Three Rivers                      | Dr. Luc Bovell                       | 2 episodios                          |
| 2009      | Médium                            | Dr. Thomas Statler                   | Episodio: "Pain Killer"              |
| 2008      | La hora 11                        | Calvert Rigdon                       | Episodio: "Containment"              |
| 2008      | Último aviso                      | Timo                                 | Episodio: "Scatter Point"            |
| 2006      | Sleeper Cell                      | Farik / Faris al-Farik               | 19 episodios                         |
| 2004-2006 | Justice League Unlimited          | Dr. Fate / Kent Nelson               | 3 episodios                          |
| 2005      | American Dad!                     | Kazim                                | Episodio: "Stan of Arabia: Part 2"   |
| 2005      | Embrujadas                        | Zankou                               | 7 episodios                          |
| 2004      | Justice League                    | Dr. Fate / Kent Nelson               | 2 episodios (voz)                    |
| 2002      | Presidio Med                      | Dr. Nicholas Kokoris                 | 4 episodios                          |
| 2002      | UC: Undercover                    | Frank Donovan                        | 13 episodios                         |
| 2000      | Arabian Nights                    | Segundo ladrón                       | 2 episodios                          |
| 1999      | Cleopatra                         | Capitán egipcio                      | 2 episodios                          |
| 1998      | Killer Net                        | Víctor                               | 2 episodios                          |
| 1996      | The Knock                         | Lukics                               | Episodio: "#4.2"                     |